# Victoria (stacja metra)
Victoria – podziemna stacja metra w Londynie, położona w bezpośrednim sąsiedztwie dworca kolejowego Victoria oraz dworca autobusowego Victoria Coach Station, na terenie dzielnicy Victoria, w gminie City of Westminster. W roku 2008 obsłużyła ok. 78,4 mln pasażerów (przy czym liczono tu tylko wejścia i wyjścia ze stacji, liczba ta nie uwzględnia osób przesiadających się między liniami), co dało jej pozycję najbardziej uczęszczanej spośród wszystkich stacji metra w Londynie. W sensie konstrukcyjnym składa się z dwóch odrębnych stacji, połączonych przejściem podziemnym. Starsza z nich została wybudowana metodą odkrywkową i  oddana do użytku w 1868 roku, a obecnie zatrzymują się na niej pociągi Circle Line oraz District Line. Nowsza część została stworzona poprzez drążenie tuneli pod ziemią, w czasie budowy Victoria Line, a pierwsi podróżni skorzystali z niej w 1968 roku.